# Фёдоровка (Джанкойский район)
Фёдоровка (до 1940-х Теге; укр. Федорівка, крымскотат. Tege, Теге) — село в Джанкойском районе Республики Крым, входит в состав Табачненского сельского поселения (согласно административно-территориальному делению Украины — Табачненского сельского совета Автономной Республики Крым).

## Население
| 2001 | 2014 |
| ---- | ---- |
| 55   | ↘15  |

Всеукраинская перепись 2001 года показала следующее распределение по носителям языка
| Язык             | Процент |
| ---------------- | ------- |
| русский          | 61.82   |
| крымскотатарский | 36.36   |
| украинский       | 1.82    |

### Динамика численности
| - 1805 год — 93 чел. - 1864 год — 35 чел. - 1889 год — 25 чел. - 1915 год — 40/13 чел. - 1926 год — 88 чел. | - 1989 год — 39 чел. - 2001 год — 55 чел. - 2009 год — 43 чел. - 2014 год — 15 чел. |

## Современное состояние
На 2017 год в Фёдоровке улиц не числится; на 2009 год, по данным сельсовета, село занимало площадь 29,9 гектара на которой, в 22 дворах, проживало 43 человека.

## География
Фёдоровка — маленькое село на юго-востоке района, в степном Крыму, у границы с Нижнегорским районом, в верховье впадающего в Сиваш безымяного ручья, превращённого в коллектор Северо-Крымского канала, высота центра села над уровнем моря — 19 м. Ближайшие сёла: Новосельцево — в 4,7 километра на восток и Азовское в 2,5 км на запад, там же ближайшая железнодорожная станция — Азовская (на линии Джанкой — Феодосия) — примерно в 4 километрах. Расстояние до райцентра — около 29 километров (по шоссе) на северо-запад.

## История
Первое документальное упоминание села встречается в Камеральном Описании Крыма… 1784 года, судя по которому, в последний период Крымского ханства Текия входил в Насывский кадылык Карасубазар ского каймаканства. После присоединения Крыма к России (8) 19 апреля 1783 года, (8) 19 февраля 1784 года, именным указом Екатерины II сенату, на территории бывшего Крымского Ханства была образована Таврическая область и деревня была приписана к Перекопскому уезду. После Павловских реформ, с 1796 по 1802 год, входила в Перекопский уезд Новороссийской губернии. По новому административному делению, после создания 8 (20) октября 1802 года Таврической губернии, Теге был включён в состав Таганашминской волости Перекопского уезда.
По Ведомости о всех селениях в Перекопском уезде состоящих с показанием в которой волости сколько числом дворов и душ… от 21 октября 1805 года, в деревне Тоде числилось 17 дворов и 93 жителя крымских татар. На военно-топографической карте 1817 года деревня Теге обозначена с 15 дворами. После реформы волостного деления 1829 года Тече, согласно «Ведомости о казённых волостях Таврической губернии 1829 года», отнесли к Башкирицкой волости (переименованной из Таганашминской). На карте 1836 года в деревне 15 дворов. Затем, видимо, вследствие эмиграции крымских татар деревня заметно опустела и на карте 1842 года Таге обозначена условным знаком «малая деревня», то есть, менее 5 дворов.
В 1860-х годах, после земской реформы Александра II, деревню включили в состав Владиславской волости того же уезда. В «Списке населённых мест Таврической губернии по сведениям 1864 года», составленном по результатам VIII ревизии 1864 года, Теге — владельческая татарская деревня, с 8 дворами, 35 жителями и мечетью при колодцах. По обследованиям профессора А. Н. Козловского начала 1860-х годов, в селении вода в колодцах глубиной от 1,5—3 до 5 саженей (от 2 до 10 м) была частью солоноватая, а частью солёная. Согласно «Памятной книжке Таврической губернии за 1867 год», деревня Теге была покинута жителями в 1860—1864 годах, в результате эмиграции крымских татар, особенно массовой после Крымской войны 1853—1856 годов, в Турцию и оставалась в развалинах. На трёхверстовой карте Шуберта 1865—1876 года в деревне Теге также отмечены 8 дворов. К 1886 году Владиславская волость была упразднена и в «Памятной книге Таврической губернии 1889 года» по результатам Х ревизии 1887 года записан Теге Байгончекской волости, с 4 дворами и 25 жителями. Затем деревня из списков исчезает и вновь появляется в Статистическом справочнике Таврической губернии 1915 года, согласно которому в посёлке Теге (при селе Колай) Ак-Шеихской волости Перекопского уезда числилось 9 дворов со смешанным населением в количестве 40 человек приписных жителей и 13 — «посторонних».
После установления в Крыму Советской власти, по постановлению Крымревкома от 8 января 1921 года № 206 «Об изменении административных границ» была упразднена волостная система и в составе Джанкойского уезда (преобразованного из Перекопского) был создан Джанкойский район. В 1922 году уезды преобразовали в округа. 11 октября 1923 года, согласно постановлению ВЦИК, в административное деление Крымской АССР были внесены изменения, в результате которых округа были ликвидированы, основной административной единицей стал Джанкойский район и село включили в его состав. Согласно Списку населённых пунктов Крымской АССР по Всесоюзной переписи 17 декабря 1926 года, в селе Теге (при станции Колай), Ак-Шеихского сельсовета Джанкойского района, числилось 20 дворов, из них 10 крестьянских, население составляло 88 человек, из них 23 немца, 22 русских, 21 украинец, 9 евреев, 7 греков, 5 армян, 1 записан в графе «прочие». К 1930 году в селе была организована сельхозартель «Батрак», которая в этом же году объединилась с артелью «Гринфельд» в сельхозартель «Крымская семенная» с центром в Аджи-Ахмате, которая в 1931 году была преобразована в колхоз «1040». После образования в 1935 году Колайского района (переименованного указом ВС РСФСР № 621/6 от 14 декабря 1944 года в Азовский) село включили в его состав. Видимо, к 1930-м годам село пустело, поскольку на километровой карте Генштаба Красной армии 1941 года, составленной по более ранним источникам, Теге обозначен условным знаком, соответствующем хутору в 1—2 двора, а на соответствующей своему времени двухкилометровке РККА 1942 года — довольно крупное село.
После освобождения Крыма, в район, согласно постановлению Государственного Комитета Обороны № ГОКО-6372с от 12 августа 1944 года, в приехали первые переселенцы (162 семьи из Житомирской области, а в начале 1950-х годов последовала вторая волна переселенцев из различных областей Украины). На месте практически исчезнувшего села было основано новое, названное в честь погибшего в 1928 году от рук кулаков сельского корреспондента газеты «Крымская правда» Фёдора Приходько. С 25 июня 1946 года Фёдоровка в составе Крымской области РСФСР. В 1947 году местный колхоз переименован в «Путь Ильича». 26 апреля 1954 года Крымская область была передана из состава РСФСР в состав УССР. Время включения Фёдоровки в состав Новосельцевского сельсовета пока не установлено: на 15 июня 1960 года село уже в его составе.
В 1962 году, согласно указу Президиума Верховного Совета УССР «Об укрупнении сельских районов Крымской области», от 30 декабря 1962, Азовский район был включён в состав Джанкойского. Видимо, в тот же период село переподчинили Майскому сельсовету: на 1968 год оно уже в его составе. 8 февраля 1988 года был образован Табачненский сельсовет, куда включили Фёдоровку. С 12 февраля 1991 года село в восстановленной Крымской АССР, 26 февраля 1992 года переименованной в Автономную Республику Крым. В 1992 году колхоз был преобразован в паевое коллективное хозяйство (ПКХ) «Заря», которое в 2006 году было реорганизовано в Агроцех № 65 ООО «Мелитопольский металлургический комбинат имени Ильича». По данным переписи 1989 года в селе проживало 39 человек. С 21 марта 2014 года в составе Крыма аннексирована Россией.